# استنستید، کبک (بخش)
استنستید (به فرانسوی: Stanstead) بخشی در منطقه شهری مامفرماگوگ ناحیه استری در استان کبک کانادا است. در سرشماری سال ۲۰۱۱ این بخش ۱٬۰۹۶ نفر جمعیت داشته و مساحت آن ۱۱۳٫۹۳ کیلومتر مربع است.